# FC Blitz 03 Liegnitz
Der FC Blitz 03 Liegnitz (vollständiger Name Fußball-Club Blitz 03 Liegnitz) war ein deutscher Fußballverein aus der niederschlesischen Stadt Liegnitz (heute Legnica, Polen).

## Geschichte
Der Verein wurde am 3. August 1903 von 5 Jugendlichen (Fritz Tasch, Richard Scholz, Willy Scholz, Oskar Scholz und Otto Barth) als FC Blitz 03 Liegnitz gegründet. Ohne Schwierigkeiten wurde der neue Verein in den Südostdeutschen Fußball-Verband aufgenommen und konnte bald am Spielbetrieb teilnehmen. Allerdings stand dem FC Blitz in der Anfangsphase kein eigener Platz zur Verfügung, so dass er auf Provisorien und die Gastfreundlichkeit der Lokalrivalen angewiesen war. Die fehlende eigene Spielstätte hinderte den FC Blitz-Vorstand jedoch nicht, zusätzlich zum Fußballspiel weitere Sportarten in das Vereinsangebot aufzunehmen, nämlich Schwimmen, Handball, Gymnastik, Wintersport und Leichtathletik.
In den 1920er und 1930er Jahren stand der FC Blitz 03 im Schatten der führenden Liegnitzer Vereine wie dem ATV Liegnitz und dem VfB Liegnitz.
1933 verpasste der FC Blitz 03 Liegnitz die Qualifikation für die neu eingeführte Gauliga Schlesien und spielte fortan in der zweitklassigen Bezirksliga Niederschlesien. 1934 erfolgte eine Fusion mit dem Liegnitzer BC zum Liegnitzer BC Blitz 03. Nach der Saison 1939/40 zog sich der Verein vom Spielbetrieb zurück. Nach Ende des Zweiten Weltkrieges wurde die Stadt Liegnitz polnisch und der Liegnitzer BC Blitz 03 wurde aufgelöst.

## Spielstätte
Als Spielstätte des FC Blitz 03 Liegnitz ist der Blitzer-Platz an der Glogauer/Grünthaler Straße überliefert.